# Пялькъярви (платформа)
Пя́лькъя́рви (фин. Pälkjärvi) — бывшая финская железнодорожная станция, а позднее — советский и российский остановочный пункт на 17,3 км перегона Маткаселькя  — Вяртсиля. Расположен в Кааламском сельском поселении Сортавальского района Карелии.

Станция Pälkjärvi была открыта 1 ноября 1893 года, одновременно  с участком Сортавала — Вяртсиля — Йоэнсуу. Путевое развитие станции составляло три станционных пути  . Напротив здания вокзала, у крайнего бокового пути, располагалась высокая грузовая платформа, сохранившаяся до настоящего времени (2019 год).

По станции курсировали пассажирские поезда сообщением Выборг — Оулу.

## Советско-финская война (1941—1944)
В начале Войны-Продолжения 7-я дивизия Финляндии двинулась на юго-восток по обе стороны автомобильной дороги Тохмаярви — Пялкъярви. Первыми целями после пересечение границы были: 1) Железнодорожная линия Вяртсиля — Сортавала; 2) Линия электропередач; 3) Автомагистраль Вяртсиля — Сортавала между посёлком Куконваара и юго-восточной оконечностью озера Пялькъярви (нынешняя трасса А121).

Атака дивизии началась 10 июля 1941 года в 5 часов вечера, и железнодорожная линия была пересечена к полуночи. Самые ожесточенные бои происходили на территории железнодорожной станции Пялькъярви, где советские войска укрепились в многочисленных блиндажах. Ситуация изменилась после того, как финская артиллерия произвела огонь по району. В итоге 11 июля район был очищен 30-м пехотным полком.
В советские и российские времена до 1994 года по участку Маткаселькя — Вяртсиля курсировали грузо-пассажирские поезда Сортавала — Маткаселькя — Вяртсиля.

## Галерея
- Платформа Пялькъярви
- Вид в сторону ст. Вяртсиля.
- Вид в сторону ст. Маткаселькя.
- Разобранные боковые пути. Вид в сторону ст. Маткаселькя.
- Заросшая грузовая платформа.
- Разобранные боковые пути. Вид в сторону ст. Вяртсиля.
- Бывшая станционная площадь.
- Бывший железнодорожный переезд.
- Покинутая погранзастава возле остановочного пункта.